# Katarzyna Sobczyk

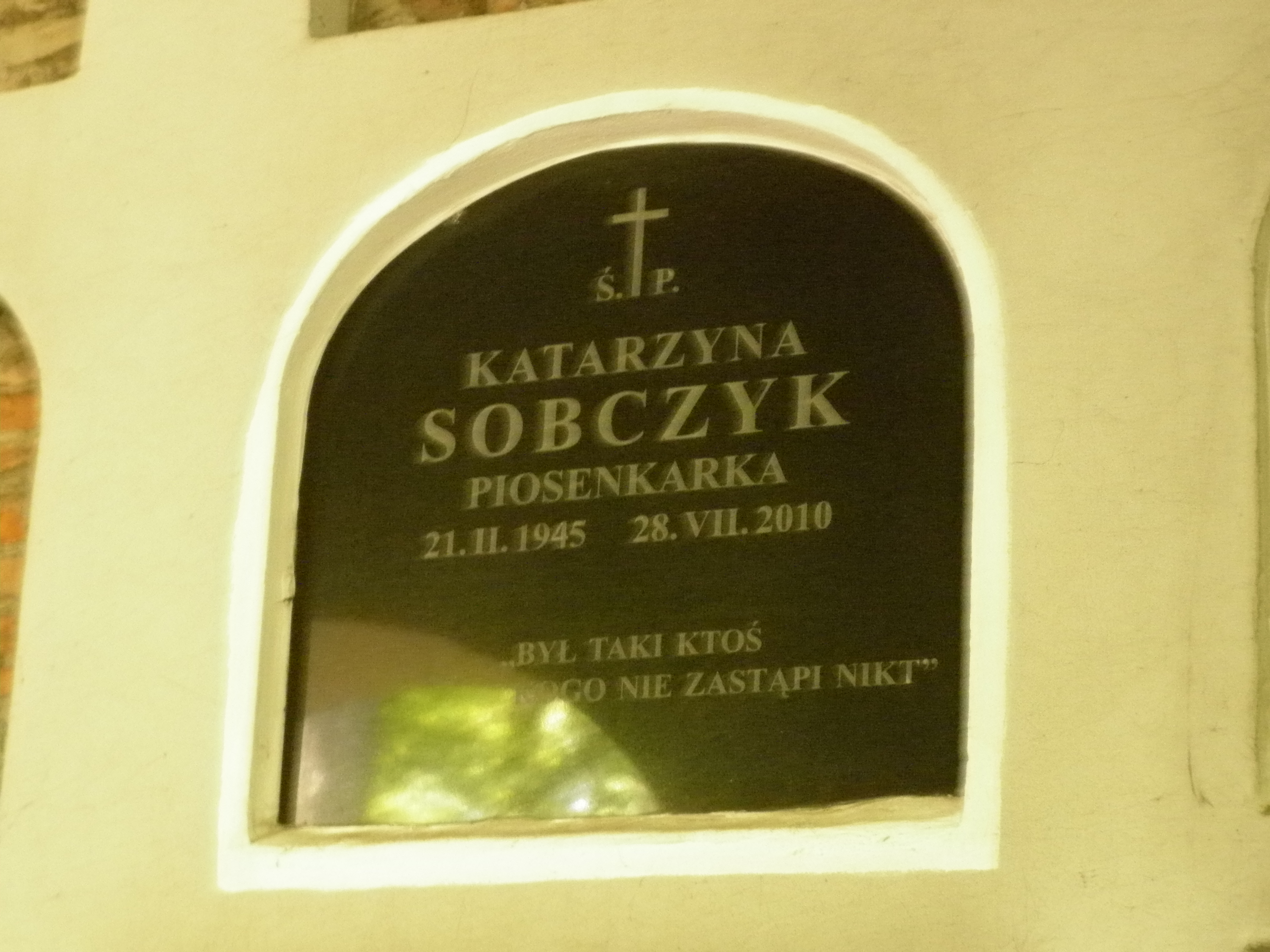
Grób Katarzyny Sobczyk w katakumbach na Starych Powązkach

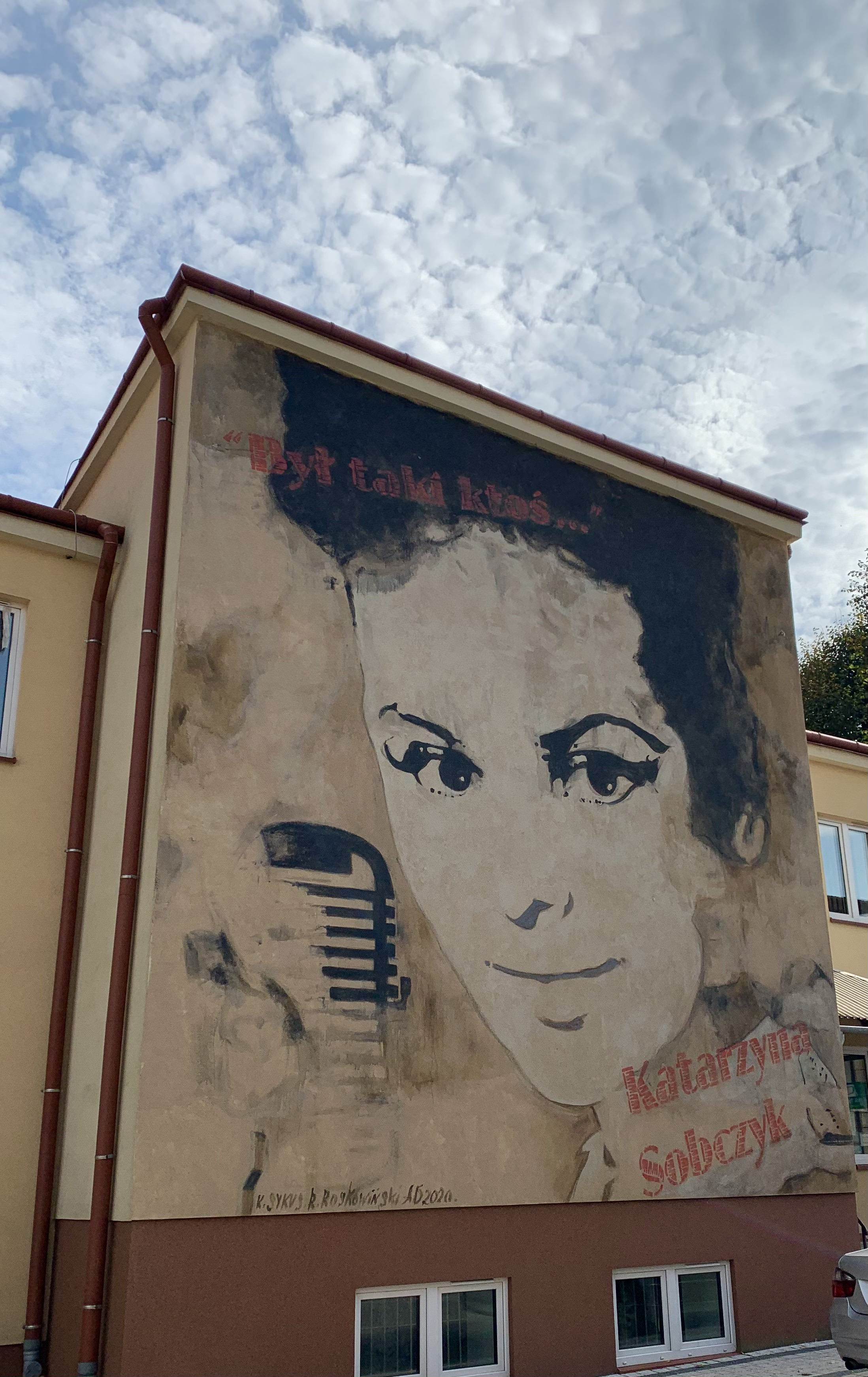
Mural Katarzyny Sobczyk w Tyczynie

Katarzyna Sobczyk, właśc. Kazimiera Sobczyk-Sawicka (ur. 21 lutego 1945 w Tyczynie, zm. 28 lipca 2010 w Warszawie) – polska piosenkarka muzyki rozrywkowej, popularna głównie w okresie bigbitu.

## Życiorys
Była najmłodsza z czworga rodzeństwa. Mieszkała w Tyczynie i w pobliskiej Hermanowej. Rodzinne strony opuściła mając niewiele ponad trzy lata. Razem z rodziną zamieszkała na Pomorzu Zachodnim, najpierw w Sianowie, później w Koszalinie.
Debiutowała w 1961 w Koszalinie jako wokalistka amatorskiej grupy Biało-Zieloni, która działała przy Wojewódzkim Domu Kultury. Była uczennicą II Liceum Ogólnokształcącego im. Wł. Broniewskiego w Koszalinie. W szkole muzycznej zaczęła występować z chórem Collegium Musicum, koncertując w Polsce i za granicą. Karierę muzyczną zaczęła od występów z gitarą i piosenki „Sekwana zakochana”. W okresie studiów występowała z zespołem Lelum Polelum. W 1963 odniosła sukces na II Festiwalu Młodych Talentów w Szczecinie i znalazła się w Złotej Dziesiątce.
W latach 1964–1972 występowała z zespołem Czerwono-Czarni, następnie śpiewała z mężem Henrykiem Fabianem (1943–1998) i zespołem Wiatraki. Razem z mężem krótko koncertowała w USA na początku lat 80., potem wróciła do Polski. Od 1992 przebywała w Chicago, gdzie nagrała dwie płyty solowe: „Ogrzej mi serce” i „Niewidzialne”.
W 2008 Sobczyk wróciła do Polski na stałe, ciężko chora na raka piersi. 14 grudnia 2008 emitowano odcinek Szansy na sukces, w którym wystąpiła w jury razem z Ryszardem Poznakowskim.
Zmarła 28 lipca 2010 w Hospicjum Onkologicznym Świętego Krzysztofa na warszawskim Ursynowie. Pogrzeb piosenkarki odbył się 5 sierpnia 2010 na cmentarzu Powązkowskim w Warszawie w katakumbach (rząd 98-3). Dzień wcześniej, artystka została pośmiertnie odznaczona przez ministra kultury i dziedzictwa narodowego Bogdana Zdrojewskiego Srebrnym Medalem „Zasłużony Kulturze Gloria Artis”.
Matka gitarzysty i kompozytora rockowego Sergiusza Fabiana Sawickiego (1975–2013).

## Festiwal w Opolu
W latach 60. odnosiła sukcesy na Festiwalu w Opolu:
- 1964: „O mnie się nie martw” – I nagroda w kategorii piosenka rozrywkowa i taneczna na II KFPP
- 1965: „Nie wiem, czy to warto” – I nagroda w kategorii piosenka rozrywkowa na III KFPP
- 1967: „Trzynastego” – Nagroda Towarzystwa Przyjaciół Opola na V KFPP

## Utwory
- „Mały książę” (sł. Krzysztof Dzikowski, muz. Ryszard Poznakowski)
- „Nie bądź taki szybki Bill” (sł. Ludwik Jerzy Kern, muz. Jerzy Matuszkiewicz)
- „O mnie się nie martw” (sł. Kazimierz Winkler, muz. Józef Krzeczek)
- „Biedroneczki są w kropeczki” (sł. Agnieszka Feill, Artur Tur, muz. Adam Markiewicz)
- „Nie wiem, czy to warto” (sł. Krzysztof Dzikowski, muz. Zbigniew Bizoń)
- „Trzynastego” (sł. Janusz Kondratowicz, muz. Ryszard Poznakowski)
- „Był taki ktoś” (sł. Krzysztof Dzikowski, muz. Mateusz Święcicki)
- „To nie grzech” (sł. Andrzej Kudelski, muz. Krzysztof Sadowski)
- „Cztery maki” (sł. Krzysztof Dzikowski, muz. Mateusz Święcicki)